# Солунско клане
Солунското клане е масовото убийство на 7000 жители на Солун в 390 година, заповядано от римския император Теодосий Ι Велики като отмъщение за убийството на няколко римски сановници от солунчани.

## История
В април 390 година Бутерик, готски магистър милитум за Илирик, към която провинция принадлежи и Солун, арестува популярен състезател с колесница за опит за изнасилване на млад виночерпец. Населението на Солун иска освобождаването му и след отказа на Бутерик, се вдига на бунт, в който загиват Бутерик и няколко други знатни римляни. След като научава новината, император Теодосий изпада в гняв и заповядва незабавно отмъщение. Военните части, изпратени в Солун действат като в завоюван град и избиват няколко хиляди от жителите му – църковният историк Теодорит Кирски дава числото 7000 и казва:
| „ | Гневът на императора се вдигна до най-високата си точка и той задоволи желанието си отмъщение, изваждайки меча си най-несправедливо и тиранично срещу всички и избивайки без разлика невинни и виновни. Казват, 7000 са загинали без никаква форма на законност и без да има произнесена присъда срещу тях, заклани като снопове пшеница по време на жътва. | “ |

Теодосий скоро променя решението си и изпраща пратеник с отмяна на заповедта, но той пристига прекалено късно.
След като Амвросий, епископът на Медиоланум, където резидира императорът, научава новината за клането, отказва да служи литургия в присъствието на императора, докато той не се покае писмено. Амвросий обяснява позицията си така:
| „ | Какво можех да направя? Можех ли да не чуя? Не можех да си запуша ушите с восък, като в старите приказки. Трябваше ли тогава да говоря за това, което чух? Бях длъжен да избегна това, което се страхувах, че твоите заповеди ще донесат - кръвопролитие. Трябваше ли да замълча? Но така щеше да се случи най-лошото, тъй като съвестта мищеше да бъде изкривена и думите ми отнети. И къде щяха да са те тогава? Когато свещеникът не говори на грешника, грешникът умира в грях и свещеникът ще е виновен, защото се е провалил с мисията си да го поправи. | “ |

Според Теодорит, когато императорът се опитал да влезе в църквата, в която Амвросий се канел да отслужи литургия, епископът го спрял и го обвинил за клането. И тъй като императорът „бил възпитан според Писанието и разбирал, че някои неща са на свещениците, други на императорите“, нямало какво друго да направи освен да се оттегли със „сълзи и въздишки“. Осем месеца по-късно идва Рождество Христово и Теодосий изпада отново в унило настроение. Тогава неговият магистър на официите Руфин, който си позволявал по-голяма свобода на словото, го попитал защо плаче. След като императорът му отговорил, Руфин помолил той да отиде да се срещне с епископа и да го помоли да размисли. Теодосий трудно се съгласил и последвал Руфин от разстояние. Амвросий обвинил и Руфин за клането, а след като Теодосий се приближил, отстъпил чак след като императорът му обещал да приеме закон, според който смъртните присъди се изпълняват чак след 30 дена. Подобен закон съществува, но е издаден още в 382 година от Теодосий, Валентиниан II и Грациан.